# Borya jabirabela
Borya jabirabela är en enhjärtbladig växtart som beskrevs av David Maughan Churchill. Borya jabirabela ingår i släktet Borya och familjen Boryaceae. Inga underarter finns listade i Catalogue of Life.